# Пре Сен Дидје
Пре Сен Дидје (итал. Prè Saint Didier) је насеље у Италији у округу Долина Аосте, региону Долина Аосте.
Према процени из 2011. у насељу је живело 258 становника. Насеље се налази на надморској висини од 1021 м.

## Становништво
Према резултатима пописа становништва 2011. у општини је живело 1.012 становника.
| 1931. | 1936. | 1951. | 1961. | 1971. | 1981. | 1991. | 2001. | 2011. |
| ----- | ----- | ----- | ----- | ----- | ----- | ----- | ----- | ----- |
| 821   | 655   | 670   | 667   | 780   | 846   | 976   | 964   | 1.012 |